# 孔总
孔总（？—？），会稽山阴人，孔子三十代孙，孔祐之孙，孔道徽哥哥的儿子，孔总有操守，遇到饥寒甚至没有衣服和饮食，县令丘仲孚举荐他出仕，孔总因此被任命为竟陵王侍郎，但孔总竟然不赴任。